# Хронология теракта в Беслане
Террористический акт в Беслане, начавшийся утром 1 сентября 2004 года, длился до вечера 3 сентября.

## Хронология теракта
По местному (московскому) времени (UTC+3).

### Среда, 1 сентября 2004
- 09:00: Официальное начало Дня знаний; в школьном дворе учителя торжественно приветствуют новых школьников[1][2]. Первый звонок должна была дать первоклассница Дзерасса Кудзаева[3].
- 09:05 — 09:15: С улицы Коминтерна во двор врываются вооружённые террористы, среди которых две женщины с «поясами шахидов». Одна группа идет в обход здания, чтобы перекрыть путь побега; другая — забегает в здание школы[4][5]. Стреляя в воздух и под ноги людям, террористы загоняют в здание школы (преимущественно в спортзал) более 1100 человек, присутствовавших на линейке[6]. Некоторым в суматохе удаётся бежать. Всего на линейке, по данным комитета образования администрации Беслана, присутствовали 895 учеников и 59 учителей и технических сотрудников школы. Количество родителей, пришедших проводить детей в школу, неизвестно[7]. Убиты местные жители — Руслан Фраев (брат борца Сослана Фраева, был самой первой жертвой террористов, убит за пределами спортзала до того, как туда загнали всех заложников), Руслан Бетрозов (был первой жертвой, убитой уже в спортзале) и Руслан Гаппоев (был первой жертвой не из числа заложников, убит при попытке пробраться в спортзал после начала теракта)[8].
- 09:10 — 09:15: Дежурный по Правобережному РОВД получает информацию о захвате вооружённой группой в количестве примерно 25 человек около 350 заложников[8].
- 09:15 — 09:20: Загнав заложников в здание, террористы начинают устанавливать самодельные взрывные устройства, начинённые шурупами, болтами и гвоздями в спортзале и здании школы. Также взрывчатка раскладывается по стульям, стоящим в проходах между заложниками[источник не указан 3438 дней]. Террористы отбирают телефоны, сумки, фото- и видеоаппаратуру. Застрелены заложники Руслан Бетрозов и Эльбрус Худалов[8], а также тяжело ранен заложник Вадим Боллоев. В оконных проемах в спортзале живым щитом выставляются дети[8]. Террористы отбирают из толпы порядка 20 человек, мужчин и крупных старшеклассников, при помощи которых начинают баррикадирование здания партами и стульями. В ходе баррикадирования террористами разбиваются окна, во избежание повторения сценария «Норд-Оста»[9].
- 09:15 — 09:20: О захвате узнаёт министр внутренних дел Республики Северная Осетия — Алания Казбек Дзантиев. Личный состав РОВД поднимается по тревоге, получает оружие и выдвигается к месту захвата заложников, заняв позиции вокруг школы[8].
- 09:20 — 09:25: Дзантиев докладывает о захвате президенту РСО-Алания Александру Дзасохову. Поднят по тревоге личный состав Министерства внутренних дел Республики Северная Осетия — Алания, началось оповещение взаимодействующих структур[8].
- 09:35: Информация о захвате заложников поступает в ФСБ России. Объявляется план «Захват», и к школе № 1 выдвигаются оперативные группы ФСБ[8].
- 09:38: О захвате заложников проинформирован командующий 58-й армией генерал-лейтенант Виктор Соболев, который отдаёт распоряжение о проведении сбора личного состава необходимых подразделений и выдвижении их в Беслан[8].
- 09:50: На место прибывает группа спасателей МЧС[8].
- 10:15: Полковники МВД Н. Протас и А. Цыбань организуют сбор и обобщение информации[8].
- 10:20: Президент РФ Владимир Путин прерывает свой отпуск в Сочи и возвращается в Москву[10][неавторитетный источник].
- 10:00 — 10:30: На улицах, окружающих школу, выставлено оцепление из сотрудников Правобережного РОВД[8].
- 10:30: В Беслан прибывают Дзасохов, председатель парламента республики Таймураз Мамсуров, начальник Центра «Т» при ГУБОП Ю. Демидов, начальник Управления ФСБ по РСО-Алания В. Андреев, командующий 58-й армией В. Соболев, представители Федеральной службы охраны Российской Федерации (ФСО России) и внутренних войск МВД России. Соболев докладывает об обстановке и принятых решениях министру обороны Сергею Иванову[8]. Создается оперативный штаб[11] (по другим данным, штаб был создан в 09:59[12]). Дзасохов прибывает к школе[11].
- 11:00 — 11:30: Пытаясь установить связь с террористами, переговорщик В. Зангионов и муфтий РСО-Алания Р. Валгасов, владеющий арабским языком, направляются с белым флагом в сторону школы. Террористы обстреливают их на расстоянии примерно 50 метров от школы, вынуждая вернуться[8].

Через заложницу Ларису Мамитову боевики передают записку, в которой требуют прибытия в школу для переговоров с ними Дзасохова, президента Ингушетии Мурата Зязикова и детского врача Леонида Рошаля . При этом террористы угрожают, что если по школе будет открыт огонь или начат штурм, то за каждого убитого боевика они расстреляют 50 заложников, за каждого раненого — 20 заложников, за 5 убитых боевиков взорвут школу, а в случае отключения электроэнергии и водоснабжения расстреляют 10 заложников. Кроме того, в записке террористы сообщают номер телефона, по которому будут выходить на связь: 8-928-738-33-74. Телефон был указан неверно, и связь установить не удалось.
В Беслан передислоцируется передовая группа медицинского взвода 135-го отдельного медицинского батальона 19-й мотострелковой дивизии в составе 4 врачей, 6 медицинских сестёр, а также 2 автоперевязочные с необходимым медицинским оборудованием для оказания экстренной помощи.
- 11:34: В Северной Осетии вводятся усиленные меры безопасности. На стратегических объектах, в детских и образовательных учреждениях выставлена усиленная охрана, граница с Грузией закрыта[12]. Отменены все авиарейсы в столицу Северной Осетии — Владикавказ.
- 12:00: По прибытии из г. Сочи Президент Российской Федерации В. В. Путин проводит в московском аэропорту Внуково-2 экстренное совещание, на котором возлагает руководство контртеррористической операцией по освобождению заложников на ФСБ[8].
- 12:27: Боевики открывают из окон школы огонь по проезжающей по улице БРДМ[12].
- 12:30: Из медицинских учреждений Беслана сообщается, что в больницы поступило 11 раненых[12].

Созданы группы эвакуации, организации дорожного движения, ликвидации взрывов, разграждения. В здании Правобережного РОВД развернут фильтрационный пункт. Для организации дорожного движения Управлением ГИБДД МВД Республики Северная Осетия — Алания выставлено 7 контрольно-пропускных пунктов (далее — КПП).
- 12:31: Из школьной котельной выведены 15 человек, спрятавшихся там во время захвата[12].
- 13:00: Усилена охрана административной границы с Республикой Ингушетия. Введена заградительная система, дополнительно выставлен 41 пост[8].
- 13:30 — 14:00: После прибытия подвижного узла связи во дворе СПТУ № 8 развернут пункт управления 58-й армии[8].
- 15:30: Органы внутренних дел в Республике Ингушетия, Республике Дагестан, Кабардино-Балкарской Республике, Карачаево-Черкесской Республике, Республике Адыгея, Краснодарском и Ставропольском краях введены в повышенную готовность для предотвращения возможных террористических актов на их территориях. Из сотрудников Правобережного РОВД формируются три группы для уточнения количества и списков людей, находящихся в заложниках. В Министерстве здравоохранения и социального развития Российской Федерации установлено круглосуточное дежурство для сбора данных о ситуации в Беслане, готовности сил и средств органов здравоохранения для оказания медицинской помощи пострадавшим от теракта. На территории СПТУ № 8 г. Беслана медицинской службой 58-й армии развернут медпункт[8].
- 16:00 — 16:30: В здании школы раздаются взрыв и выстрелы из стрелкового оружия. Рядом с заложниками, баррикадировавшими здание, подорвалась одна из женщин-террористок[2][13]. В результате взрыва получил тяжёлое ранение находившийся рядом боевик[13], а заложников, оставшихся в живых, террористы расстреляли во избежание потенциального сопротивления. Количество убитых составило 21 человек[2][14][15]. На попытку В. Зангионова прояснить ситуацию боевик, назвавший себя «Шахидом», заявил, что заложники были убиты, потому что с захватчиками не выходили на контакт по номеру телефона, ранее ими переданному[16].
- 16:30 — 17:00: В аэропорт «Владикавказ» прибывают оперативная группа МЧС России и Ставропольский поисково-спасательный отряд[8].
- 17:00 — 17:30: Родственники заложников и жители г. Беслана требуют от республиканских властей и руководителей операции по освобождению заложников не допустить штурма здания школы, выражая готовность воспрепятствовать любым силовым акциям. Во Дворце культуры с ними встречаются А. Дзасохов, К. Дзантиев, прокурор РСО-Алания А. Бигулов. Они информируют собравшихся о стремлении оперативного штаба добиться освобождения заложников путём переговоров с террористами. В это время боевики ведут беспорядочный огонь из автоматического оружия и подствольных гранатомётов по территории, прилегающей к школе. Из окна, выходящего на улицу Коминтерна, боевики выбрасывают тела расстрелянных ими заложников[8].
- 17:30 — 18:00: Из здания школы смогли убежать 6 заложников. Их показания позволяют оперативному штабу оценить обстановку в школе № 1. Бывшие заложники свидетельствуют о крайне тяжелом физическом и морально-психологическом состоянии людей, которым не дают ни еды, ни воды. Заложники разделены на группы. Большинство захваченных людей собрано в спортивном зале, все места размещения детей и взрослых заминированы[8].
- Вечер: Российские лидеры созывают экстренное совещание Совета Безопасности ООН.
- 19:05: Начальник УФСБ Северной Осетии Валерий Андреев сообщает, что с террористами установлен контакт[12].
- 20:15: В Беслан прибывает доктор Леонид Рошаль. Террористы отказываются принять воду и медикаменты для заложников[12].
- 21:25: Начальник Управления ФСБ по Северной Осетии Валерий Андреев передает сообщение террористов о том, что никто из детей не пострадал[12].
- 21:30: Прибывший доктор Леонид Рошаль начинает переговоры с террористами.
- 22:03: Террористы говорят журналисту Нью-Йорк Таймс, что они принадлежат к организации Риядус-Салихин, возглавляемой Шамилем Басаевым[12].
- 22:15: В оперативном штабе по освобождению заложников открыта телефонная «горячая линия»[12].
- 23:00: Рошаль ведёт переговоры с террористами: он предлагает им свободный выезд в Ингушетию и Чечню и замену детей-заложников на взрослых. Оба предложения отвергнуты, равно как и вода и лекарства. Переговоры обрываются без достижения соглашения.

### Четверг, 2 сентября 2004
- 00:02: По имеющимся на этот час данным, террористы удерживают в школе города Беслан около 300 заложников. В ходе телефонных контактов террористы утверждали, что с детьми все в порядке и никто из них не пострадал[12].
- 01:30: Террористы выходят на контакт с доктором Леонидом Рошалем. Разговор продолжался до 03:00 по мобильному телефону с неопределяемым номером. Затем связь прервалась[12].
- Ночь: Совет Безопасности ООН осудил акт захвата заложников и потребовал их немедленного и безусловного освобождения[17].
- Раннее утро: Террористы полностью отказали уже измождённым заложникам в воде и пище.
- 07:04: Появляются первые уточненные данные о захваченных[12]. Эта информация была озвучена СМИ Львом Дзугаевым, руководителем информационно-аналитического управления в администрации Александра Дзасохова[8]. В списке заложников, формировавшемся властями Беслана, по состоянию на 2 сентября находилось 354 человека; однако данный список не был окончательным и продолжал обновляться[18].
- 09:09: По факту захвата заложников в Беслане возбуждается уголовное дело сразу по нескольким статьям[12].
- 09:37: Старейшины Чечни и Ингушетии и два арабских телеканала «Аль-Алям» и «Аль-Джазира» предлагают помощь в контактах с террористами для освобождения заложников
- 10:19: Владимир Путин отложил запланированный визит в Турцию[12].
- 11:00: Владимир Путин встречается с королём Иордании Абдаллой II в Кремле, рассказывая ему, что для него главной заботой является здоровье и жизни заложников.
- 11:45: С захватчиками достигнута договорённость, согласно которой детский врач Леонид Рошаль будет и дальше вести с ними прямые контакты, заявил заместитель председателя парламента Северной Осетии Станислав Кесаев[12].
- 15:30: Террористы производят два выстрела из гранатомёта РПГ-7 по силам безопасности снаружи здания.
- 16:00: Руслан Аушев входит в здание школы и ведёт переговоры с террористами лицом к лицу[16].
- 16:49: Террористы освободили трех женщин с грудными детьми[12].
- 17:22: Аушев не может договориться с террористами, однако убеждает их отпустить 26 заложников (грудных детей и их матерей)[12].
- 20:00: Официальные лица объявляют, что количество заложников составляет более 1000 человек, а не 354, как указывалось ранее.
- 20:52: Доктор Рошаль продолжает вести переговоры с террористами в попытках доставить заложникам воду, пищу и медикаменты. Террористы неизменно отвергают предложения[12].

### Пятница, 3 сентября 2004
- 00:05: Начальник информационно-аналитического центра при президенте Северной Осетии Лев Дзугаев сообщил, что террористами в Беслане освобождено 26 человек[12].
- 00:24: Со стороны школы раздалось несколько выстрелов, ранен милиционер. Оперативный штаб связывается с террористами и просит объяснить произошедшее. Террористы отвечают, что им показалось какое-то движение. Оперативный штаб еще раз подтверждает, что правоохранительные органы не намерены штурмовать школу, а предпочитают вести переговоры[12].
- 06:20: Террористы вновь открыли неспровоцированный огонь — был сделан выстрел из гранатомёта и раздались несколько автоматных очередей[12].
- 07:30: Оперативный штаб возобновил контакт с террористами, который был прерван ночью. Боевикам было вновь предложено забрать продукты питания и воду для заложников. Они отказались, заявив, что заложники «сами не хотят принимать пищу и воду»[12] в знак солидарности с «борцами за независимость».
- 09:20: Вокруг школы расширяется зона оцепления, за которую не пускают родственников и журналистов. Если раньше можно было свободно ходить между зданием горадминистрации, где располагается штаб, и Домом культуры, то теперь ради безопасности людей в связи с ночными обстрелами эта дорога перекрыта. Металлические ограждения отодвинуты примерно на 100 метров[12].
- 11:00: С террористами достигнута договорённость об эвакуации тел заложников, расстрелянных в первый день[16].
- 12:46: Лев Дзугаев заявляет, что, «по последним данным, число заложников больше, чем 354 человека, как считалось ранее. То же самое относится и к количеству погибших». Точной или даже приблизительной численности заложников и погибших он не назвал[12].
- 12:55: К школе подъехала техника, сотрудники МЧС начинают эвакуацию тел[12].
- 13:05: В районе школы прогремели два мощных взрыва, началась интенсивная стрельба. В районе поднялись огромные клубы дыма. Правоохранительные органы выводят в безопасную зону всех, кто находится вблизи школы[11][12].
- 13:06: К школе для спасения заложников устремляются военные и гражданские лица, как вооружённые, так и безоружные.
- 13:12: Из школы выбежала группа заложников — около 30 женщин и детей[12].
- 13:19: В районе школы раздался третий мощный взрыв. Перестрелка усилилась[12].
- 13:27: Эвакуация заложников продолжается. Военные выносят детей на руках, многих сразу отправляют в больницу. Оперативный штаб делает заявление: «В связи со складывающейся обстановкой вокруг захваченной школы в Беслане силовые подразделения вынуждены действовать согласно этой ситуации»[12].
- 13:30: В школе обрушилась часть крыши, под обломками которой погибает большое количество заложников. Через образовавшийся проём в стене и окна, выжившие пытаются покинуть спортзал. Террористы открывают огонь по убегающим женщинам и детям. В воздух поднимаются четыре боевых вертолета, однако, не могут вести огонь из-за риска поразить заложников. Военные на земле стрельбой прикрывают отход большой группы заложников из школы[12].
- 13:35 Бойцы отрядов «Альфа» и «Вымпел», находившиеся на дежурстве, пытаются войти в здание с южной стороны. Поскольку пространство ограничено близлежащими постройками, техника не может пройти, и бойцы вынуждены идти без прикрытия[19].
- 13:38: Сквозь толпу убегающих мирных жителей пытаются прорваться несколько боевиков, военные открывают по ним огонь. Террористы, оставшиеся в школе, ведут беспорядочную стрельбу по людям и зданиям[12].
- 13:50: Из Владикавказа прибывает штурмовая группа отряда «Альфа», тренировавшаяся штурмовать здание на объекте, структурно похожем на школу № 1[11][19].
- 13:52: Спецназ входит в здание школы, бой продолжается[12].
- 14:07: Боевики пытаются вырваться из здания, спецназ блокирует им дорогу. Школа постепенно переходит под контроль спецназа[12].
- 14:17: Глава МЧС Сергей Шойгу сообщает, что пострадали несколько спасателей, эвакуировавшие детей. Также приходит информация о том, что ранен оператор польского ТВ[12].
- 14:23: Представитель МВД Северной Осетии на встрече с родственниками в Доме культуры в Беслане сообщил, что из школы, которая была захвачена боевиками, могли сбежать две шахидки, они одеты в белые одежды. Представитель МВД призвал жителей Беслана проявлять бдительность. Бывшие заложники рассказывают, что ещё несколько террористов меняли свои одежды на вещи заложников[12].
- 14:49: Спецназ произвел маломощный взрыв, чтобы проделать отверстие в стене и создать ещё один путь для выхода заложников. Несколько террористов, вырвавшихся из школы, пытаются пробиться в южную часть Беслана, к железнодорожным путям[12].
- 14:55: В больницы Беслана доставлены порядка 200 раненых заложников. Наиболее тяжёлые доставляются во Владикавказ. Спецслужбы проводят операцию по выявлению пытающихся скрыться террористов. Задержан один из пособников боевиков[12].
- 15:12: Спецназ окружил дом, в котором укрылась небольшая группа боевиков, прорвавшаяся через первое кольцо оцепления[12].
- 15:13: Местные жители помогают спецназовцам выявлять боевиков[12].
- 15:16: Из спортзала школы в Беслане эвакуированы все заложники[12].
- 15:17: Спецназ ведет бой на южной окраине Беслана. В здании школы раздаётся серия мощных взрывов[12].
- 15:20: Пожарные расчёты в количестве 7 экипажей приступили к тушению пожара в школе.
- 15:25: Школа разминирована и находится полностью под контролем спецназа[12].
- 15:33: Местные жители поймали и передали милиции человека, которого подозревают в связи с террористами[12].
- 15:43: Бой в районе школы в Беслане фактически прекратился, раздаются одиночные выстрелы. В школе и нескольких домах по соседству вспыхнул пожар[12].
- 15:59: Как минимум 7 тел погибших находятся в больницах Беслана. Детей среди них нет. 20 тяжелораненых детей отправлены во Владикавказ[12].
- 16:07: В клиническую больницу Владикавказа доставлено 110 раненых, в двух больницах Беслана находится около 200 бывших заложников[12].
- 16:09: Здание школы продолжает гореть. Тушение пожара затруднено тем, что школа и прилегающая к ней территория заминированы. Спецназ проводит зачистку в районе школы. Местные жители из одеял и подсобного материала изготавливают дополнительные носилки. Машины «Скорой помощи» продолжают вывозить раненых[12].
- 16:13: Бой в районе школы прекратился. Спасатели и врачи вошли в здание. По словам медиков, большинство госпитализированных — в состоянии средней тяжести. Характер ранений — ожоговый и огнестрельный[12].
- 16:23: Последние взрывы принесенного боевиками в школу пластита произошли самопроизвольно из-за пожара в спортзале, сообщает МВД Северной Осетии. Людей в спортзале уже не было[12].
- 16:25: Граница Ингушетии и Северной Осетии блокирована силами МВД. Ведется тщательная проверка автотранспорта[12].
- 16:27: Для тушения школы в Беслан выехали почти все пожарные расчёты из Владикавказа[12].
- 16:33: В североосетинских больницах находится около 350 бывших заложников и местных жителей. Врачи устанавливают личности раненых, у многих из которых нет ни документов, ни даже одежды[12].
- 16:35: МВД Северной Осетии сообщает: «По имеющимся данным, поступающим из Беслана, в том числе по данным вертолетной разведки, террористы разделились на три основные группы: в самом здании школы осталось около пяти бандитов, которые прикрывают отход остальных бандитов. Основная группа террористов пытается прорваться на юг города Беслан в сторону города Владикавказ и основных дорог. Кроме того, часть боевиков — до четырех человек, среди которых переодетые женщины-смертницы и, вероятно, главари, пытаются уйти, смешавшись с бывшими заложниками, вырвавшимися из школы» Боевики разделились на три группы и пытаются вырваться из города[20]. В Министерстве обороны РФ информационному агентству ИТАР-ТАСС сообщили, что на юге Беслана блокирована группа боевиков (13 человек), предположительно вырвавшихся из школы. Армейский спецназ Северо-Кавказского военного округа вместе с танками ведет бой с бандитами[21].
- 16:39: К школе выехали представители прокуратуры. Начинаются следственные действия. Убитых и раненых в здании школы нет[12].
- 16:55: Жители Беслана отбили у военных задержанного, предположительно боевика, и совершили над ним самосуд (по словам очевидцев, его застрелил один из местных жителей)[12].
- 16:57: Выяснилось, что один сотрудник МЧС у школы погиб, ещё трое ранены и госпитализированы[12].
- 17:00: В спортзале школы обнаружены тела более ста заложников, погибших в том числе и от обрушения крыши. Открыт счёт по оказанию помощи пострадавшим в результате захвата заложников в Беслане[12].
- 17:43: Часть боевиков засела в школьной пристройке и продолжает оказывать сопротивление спецназу. Вспыхивают перестрелки с использованием подствольных гранатомётов[12].
- 17:53: На площадь возле Дома культуры начали опять собираться люди, многие женщины плачут[12].
- 18:05: В результате перестрелки уничтожено более 10 террористов[12].
- 18:07: Второй спасатель МЧС скончался от ран[12].
- 18:12: В районе школы раздалось несколько выстрелов из гранатомёта и взрывов гранат. Всех людей, находящихся перед зданием горадминистрации, эвакуировали[12].
- 18:13: В больницы Владикавказа и Беслана поступило 346 заложников[12].
- 18:18: Четверо сотрудников ОМОНа получили ранения[12].
- 19:12: Освобождены более 400 заложников, более 60 погибших опознаны[12].
- 19:16: Двое из доставленных в больницы Беслана и Владикавказа заложников скончались[12].
- 19:17: Выяснилось, что в разговорах с советником президента России Асламбеком Аслахановым террористы заявляли о том, что удерживают 1200 заложников, 70 % среди них — дети[12].
- 19:20: Начальник УФСБ по Северной Осетии Валерий Андреев заявил, что среди 20 уничтоженных террористов 10 — выходцы из арабских стран[12].
- 19:25: Асламбек Аслаханов заявил, что количество жертв теракта может превышать 150 человек[12].
- 19:47: В Москве готовятся к вылету два самолета МЧС с реанимобилями на борту. Предполагается, что вылет состоится через час[12].
- 20:05: Спецназ ФСБ проводит операцию по уничтожению последней огневой точки боевиков[12].
- 20:07: Офицер подразделения «Вымпел» Михаил Кузнецов, эвакуировавший более 20 раненых заложников, скончался в больнице Владикавказа от потери крови[22].
- 20:08: Освобождены ещё более 50 человек, удерживавшихся в школе[12].
- 20:34: Из Владикавказа в Беслан[уточнить] направлен самолёт с хирургами и медикаментами[12].
- 20:50: Минздрав Северной Осетии подтверждает гибель 63 человек, в том числе 12 детей[12].
- 21:02: Стало известно, что количество погибших превышает 150 человек, 646 пострадавших госпитализированы, среди них 227 — дети[12].
- 21:21: Начальник УФСБ по Северной Осетии Валерий Андреев сообщил, что опознаны 79 погибших[12].
- 21:26: Спецназ продолжает проводить операцию по уничтожению боевиков[12].
- 23:45: Все находившиеся в здании террористы уничтожены[23].

## Последовавшие события
- В ночь с 3 на 4 сентября президент Путин прилетает в Беслан, посещает больницу, где находятся пострадавшие, и отдаёт указание немедленно перекрыть административные границы Северной Осетии на всём их протяжении[24].
- 4 сентября прозвучали первые требования об отставке президента Северной Осетии Александра Дзасохова. По мнению митингующих, президент не принял достаточных мер для предотвращения гибели заложников. Во Владикавказе и Беслане были выставлены дополнительные наряды милиции, на улицы была выведена бронетехника. На особый режим работы переведены структуры МВД и ФСБ.
- 5 сентября Дзасохов, посетив больницу, публично попросил прощения у пострадавших, но никак не прокомментировал требования об отставке.
- 7 сентября у Дома Правительства во Владикавказе произошёл стихийный митинг оппозиции. Митингующие требовали отставки руководства республики во главе с президентом Дзасоховым, а также признания того, что бо́льшая часть террористов в Беслане была ингушами. По свидетельствам очевидцев, митинги легко могли перерасти в крупномасштабную провокацию и столкновения между осетинами и ингушами.
- 8 сентября последовало продолжение митинга. Дзасохов вышел к собравшимся и сообщил о решении отправить в отставку правительство.
- 9 сентября произошёл митинг, организованный партией «Единая Россия» и общественными организациями республики. Большинство выступавших считали, что не следует требовать отставки Дзасохова до проведения расследования. В этот же день Дзасохов отправил правительство в отставку.
- 10 сентября новым премьер-министром Северной Осетии был назначен бывший министр транспорта Алан Борадзов.
- 11—13 сентября были прекращены митинги во Владикавказе. Заработали основные учреждения и объекты инфраструктуры, хотя сохранились повышенные меры безопасности и охрана основных объектов. Возможной причиной снижения напряжённости явилась полная отставка правительства и отставка начальника республиканского МВД и начальника УФСБ по Северной Осетии по решению президента РФ Владимира Путина.
- 13 сентября — Президент России Путин объявляет о целом наборе мер, направленных на реформирование государственной власти в стране (отмена выборности губернаторов, отмена выборов в Госдуму по мажоритарным округам) и усиление борьбы с терроризмом. Впоследствии эти меры будут охарактеризованы многими как антидемократические и свидетельствующие об усилении авторитарных тенденций в России.
  - В соответствии с распоряжением Президента Российской Федерации № 421-рп была создана Комиссия по вопросам координации деятельности федеральных органов исполнительной власти в Южном федеральном округе. Её существование предполагалось до февраля 2006 года.
  - Новым руководителем Правобережного района стал Владимир Ходов — депутат осетинского парламента, уроженец Беслана, председатель общественного совета пострадавших. У Ходова при захвате заложников погиб внук. Эти факторы должны были способствовать симпатии к нему со стороны населения района.
- 15 сентября единственному оставшемуся в живых участнику захвата школы Нурпаше Кулаеву было предъявлено обвинение по девяти статьям УК РФ, в их числе — статьи о терроризме, бандитизме, похищении людей. Как сообщил Генеральный прокурор РФ Владимир Устинов, после освобождения заложников на месте происшествия были обнаружены 30 трупов террористов, тело одного боевика разорвано, а один захвачен живым. Всего же в захвате школы участвовало не более 32 террористов.
  - В республику были стянуты дополнительные силы — в основном сотрудники дорожно-постовой службы Кабардино-Балкарии, Ставропольского и Краснодарского краев и Ростовской области. В их задачи входил досмотр автотранспорта, контроль за въездами в республику и выездами из неё, регистрация всех, кто пересекает республиканскую границу.
- 16 сентября Александр Дзасохов встретился в Беслане с представителями общественного комитета пострадавших и ещё раз подтвердил, что будет добиваться абсолютно ясных сведений о личности каждого террориста: «Мне наплевать, был среди них негр или нет. Мне и моему народу надо знать, кто из бандитов пришёл к нам из более близких мест. Это хотят знать все жители Осетии. И мы все вместе будем требовать честного ответа на этот вопрос».
  - Начались занятия в бесланских школах, однако, несмотря на это, в некоторые классы приходили от пяти до восьми человек, поскольку родители боялись посылать детей в школу.
  - Под усиленную охрану был взят республиканский стадион. Рынки были оборудованы электронными средствами слежения, была усилена охрана водозаборов, других важных объектов жизнеобеспечения. Милицейская охрана появилась на республиканском телевидении и радио.
  - В Госдуме обсуждаются поправки к российскому законодательству, направленные на усиление борьбы с терроризмом. В число предложенных инициатив входит:
    - участие граждан и общественных объединений (народных дружинников) в обеспечении правопорядка;
    - привлечение сотрудников частных охранных предприятий к сотрудничеству с правоохранительными органами в борьбе с терроризмом;
    - разрешение досмотра с санкции суда жилых помещений с целью проверки паспортного режима;
    - уточнение санитарных норм проживания в квартирах;
    - введение обязательной дактилоскопии всех въезжающих в Россию иностранцев;
    - введение для Москвы миграционных карт с оцифрованным отпечатком пальца;
    - введение обязательного нотариального удостоверения доверенностей на право управления автомобилем;
    - введение ответственности для автовладельца, чья машина была использована террористами;
    - ужесточение правил покупки билетов на поезда или междугородние автобусы;
    - разрешение в целях обеспечения воздушной безопасности углублённого личного досмотра пассажиров, включая колоноскопию (обследование прямой кишки с помощью специальных медицинских приборов);
    - введение уголовной ответственности за укрывание нелегальных мигрантов;
    - возможность депортации приезжих, если они заняты не тем, что указано во въездных документах;
    - введение местными властями квот на иммиграцию, если число иммигрантов в регионе превышает 5 % от общего числа жителей;
    - создание местными властями межведомственных комиссий для определения желательности приёма на их территориях дополнительного количества иммигрантов;
    - установление более жёстких условий для трудовых мигрантов;
    - запрет на рассмотрение дел о терроризме судами присяжных;
    - введение конфискации имущества в качестве дополнительного вида наказания за терроризм, захват заложника, взятку и наркопреступления;
    - введение смертной казни за терроризм;
    - увеличение срока содержания под стражей до обвинения до 30 суток;
    - установление законодательного поражения в правах для родственников террористов, лишение их пенсии «по потере кормильца».
- 20 сентября — В дополнение к жёстким ограничениям на пересечение российской границы на азербайджанском участке, введённым сразу же после трагедии в Беслане, азербайджанским автотранспортным компаниям запрещены пассажирские автобусные перевозки по 25 российским маршрутам. Закрыта российская граница и для транспортировки всех грузов, в том числе скоропортящейся сельскохозяйственной продукции.
- 21 сентября были возбуждены уголовные дела в отношении трёх бывших и действующих руководителей РОВД Правобережного района по подозрению в халатности, повлекшей тяжкие последствия.
- В Беслане начала работу Парламентская комиссия по расследованию обстоятельств захвата заложников. Членам комиссии на работу было отпущено две недели, но они не исключали, что расследование может растянуться на полгода. Александр Дзасохов, встретившись с комиссией, выразил пожелание, чтобы её члены постарались выявить не только «фактологическую правду, но и политическую» — установить степень вины некоторых должностных лиц на федеральном уровне.
- 22 сентября — Межрелигиозный совет России на экстренном заседании, признав, что трагические события в Беслане стали причиной стремительного роста напряжённости в отношениях между различными российскими конфессиями, выступил с совместным призывом христиан, мусульман, иудеев и буддистов к веротерпимости и попросил всех, «у кого в сердце есть Бог», достойно встречать обрушившиеся на страну испытания. «Сердца людей продолжают ожесточаться, — заявил председатель Центрального духовного управления мусульман европейской части России муфтий Равиль Гайнутдин. — Именно в расчёте на это лидеры международного терроризма пытаются использовать религиозный фактор и играть на политических противоречиях».
- 7 октября Владимир Путин подписывает указ «О мерах по совершенствованию деятельности государственных органов по развитию отношений между Республикой Северная Осетия — Алания и Республикой Ингушетия». Этим указом упраздняется должность спецпредставителя по вопросам урегулирования осетино-ингушского конфликта и его аппарат — представительство. Часть функций передаётся в правительство России, часть — полпреду президента в Южном федеральном округе Дмитрию Козаку. На него возложен общий контроль за развитием отношений между двумя республиками. Вопросами обустройства пострадавших в результате осетино-ингушского конфликта 1992 года будет заниматься Федеральная миграционная служба.
- 10 октября — На североосетинском участке российско-грузинской границы возобновилась работа контрольно-пропускного пункта «Верхний Ларс», закрытого после событий в Беслане. За минувшие 40 дней его открывали трижды, но только на три-четыре часа. В последнее время грузинские власти неоднократно ставили вопрос о скорейшем возобновлении работы КПП.
- 11 октября министр обороны РФ Сергей Иванов в интервью арабскому спутниковому телеканалу «Аль-Арабия» (образован в 2003 году, аудитория составляет 35 млн телезрителей) подтвердил, что Россия будет наносить превентивные удары по базам и местам скопления террористов в «любой точке земли» без предупреждения и с применением любого вида оружия, кроме ядерного. Он указал, что Россия не единственная страна, которая объявила о возможности осуществления превентивных атак, и вновь подчеркнул, что России «объявлена война»: «Как в любой войне, все средства борьбы оправданы». По его словам, речь может идти о любом государстве без исключения, кроме тех, которые «объявили о своей поддержке России в борьбе с терроризмом».
- 13 октября народное собрание Ингушетии направило послание парламенту Северной Осетии, в котором, отмечая возросшую напряжённость между осетинским и ингушским народами после событий в Беслане, предложило объединить усилия, чтобы нормализовать отношения.
  - После бесланской трагедии Ингушетия оказалась полностью отрезанной от Северной Осетии. Через КПП на так называемом черменском кругу (осетино-ингушская граница) не давали допуск даже ингушским чиновникам. Ингушские депутаты вынесли предложение решить спорные вопросы на уровне парламентов. К таким вопросам были отнесены нарушения прав граждан Ингушетии, в том числе права на передвижение. Также депутаты выразили обеспокоенность потоком информации откровенно антиингушского характера, поступающей не только от журналистов, но и государственных и политических деятелей различного уровня. Ранее осетинская администрация отвергла призыв президента Ингушетии Мурата Зязикова к Александру Дзасохову выступить с совместным обращением к осетинскому и ингушскому народам о недопустимости разжигания межнационального конфликта.
  - Завершается 40-дневный траур по погибшим в Беслане. Опасения, что после этого может обостриться обстановка в зоне осетино-ингушского конфликта, поскольку осетины могут начать мстить за погибших, не оправдались.
- 30 октября был назначен новый начальник Управления ФСБ РФ по Северной Осетии — генерал-майор Александр Татько, ранее возглавлявший Управление ФСБ по Республике Адыгея, а перед этим работавший в Кабардино-Балкарии и Краснодарском крае.
- Конец 2004 года — обстановка в регионе в некоторой степени нормализуется.
- 31 мая 2005 — после встречи Александра Дзасохова с полномочным представителем президента РФ в Южном федеральном округе Дмитрием Козаком было объявлено о досрочной отставке Дзасохова, которая стала неизбежной после трагедии в Беслане. Тогда по Северной Осетии прокатилась волна акций протеста с требованиями отставки президента. Федеральные власти, однако, категорически отказались «идти на поводу у толпы», считая, что отставка под давлением общественности может спровоцировать цепную реакцию по всему Северному Кавказу.
- В то же время главной причиной отставки называют не бесланскую трагедию, а отказ Дзасохова подписать в апреле 2005 подготовленный под руководством Дмитрия Козака план первоочередных действий по урегулированию осетино-ингушского конфликта. План предусматривал возвращение оставшихся ингушских беженцев в Пригородный район Северной Осетии (часть беженцев была возвращена ранее). Президент Дзасохов объяснил свой отказ тем, что активизация процесса возвращения беженцев после бесланского теракта, в организации которого принимали участие ингуши, могла бы, по его мнению, спровоцировать новую волну напряжённости.
- В соответствии с Указом Президента РФ № 116 «О мерах по противодействию терроризму», до решения вопроса о совершенствовании управления контртеррористическими операциями на Северном Кавказе организацию планирования применения сил и средств по обнаружению террористических организаций и групп, их лидеров и лиц, участвующих в организации и осуществлении терактов на территории Северного Кавказа, а также по пресечению их деятельности продолжают осуществлять Оперативный штаб по управлению контртеррористическими операциями на территории Северо-Кавказского региона Российской Федерации и Региональный оперативный штаб (см. также статью Национальный антитеррористический комитет).
- В феврале 2006 Комиссия по вопросам координации деятельности федеральных органов исполнительной власти в Южном федеральном округе, созданная после бесланских событий в сентябре 2004 года, преобразована в Комиссию по вопросам улучшения социально-экономического положения в ЮФО.